# Blindstudie
Eine Blindstudie ist eine Form eines Experiments, bei der die Probanden (Versuchspersonen) nicht wissen, ob sie der Verum-Gruppe angehören, der ein zu testender Arzneistoff verabreicht wird, oder der Kontrollgruppe, der ein Placebo verabreicht wird. Dadurch wird der Einfluss von Erwartungen und Verhaltensweisen, die durch diese Information ausgelöst würden, eliminiert. Blindstudien sind besonders in der medizinischen und psychologischen Forschung weit verbreitet; siehe auch ABX-Test.

## Medizin

### Grundsätzliches
In medizinischen Wirksamkeitsstudien werden Personen im Verlauf einer Studie entweder der zu prüfenden Behandlung oder der Kontrollbehandlung ausgesetzt. Bei Arzneimittelstudien spricht man von Verum oder aktiver Substanz (also das zu untersuchende Medikament) und Kontrollpräparat (also ein zu vergleichendes Arzneimittel oder Placebo). Verum und Kontrollpräparat werden zusammen als Prüfpräparate bezeichnet. Die Zuteilung von Prüfbehandlung und Kontrollbehandlung geschieht idealerweise rein zufällig (randomisiert).
Eine Studie ist offen, wenn die Patienten wissen, ob sie das Verum oder das Placebo bekommen. Dagegen ist die Studie
- einfachblind, wenn die Patienten nicht wissen, welche Substanz (Kontrolle oder Verum) sie erhalten (Versuchsperson „blind“),
- doppelblind, wenn die Patienten und auch der behandelnde Mediziner nicht wissen, wer welche Substanz erhält (Versuchsperson und Versuchshelfer „blind“),
- dreifachblind, wenn weder die Patienten noch der behandelnde Mediziner noch diejenigen, die die Auswertung durchführen, wissen, wer welche Substanz erhält (Versuchsperson, Versuchshelfer und Versuchsauswerter „blind“). Nur der Auftraggeber der Studie weiß, wer welche Substanz erhielt.

### Verblindungstechniken
Wichtig bei einer Blindstudie ist, dass die Arzneimittel von den Probanden voneinander nicht unterschieden werden können. Die Arzneimittel sollten also exakt gleich aussehen (inklusive der Verpackung), und auch Geruch und Geschmack spielen eine Rolle.
Um Arzneimittel mit sehr unterschiedlichem Erscheinungsbild wie zum Beispiel unterschiedlicher Darreichungsform zu vergleichen, bedient man sich der Double-Dummy-Technik.
Manche Arzneimittel sind wegen ihrer typischen Eigenschaften (etwa bitterer Geschmack) oder Nebenwirkungen eindeutig zu erkennen. Um hier eine zuverlässige Verblindung zu erreichen, wären aus theoretischen Gründen aktive Placebos sinnvoll, also Substanzen, die nur die entsprechende Nebenwirkung auslösen. Aus ethischen Erwägungen heraus werden aktive Placebos allerdings eher selten eingesetzt.
Auch nicht-medikamentöse Interventionen lassen sich verblinden. So gibt es beispielsweise spezielle Akupunktur-Nadeln, bei denen die eigentliche Nadel nach Druck in eine Hülle fährt und nicht in die Haut einsticht.

## Double-Dummy-Design
Mit Hilfe des Double-Dummy-Designs kann man die Verblindung auch dann aufrechterhalten, wenn sich die zu vergleichenden Anwendungen derart unterscheiden, dass ihre Anwendung zur Entblindung führen würde. Ein Beispiel ist der Vergleich von oraler und intravenöser Medikamentengabe. Hier erhalten die Versuchsperson in der einen Gruppe das Verum intravenös und zusätzlich ein orales Placebo und die Versuchsperson in der Vergleichsgruppe das Placebo intravenös und das Verum dagegen per os.

## Wissenschaftliche Zeitschriften
In wissenschaftlichen Fachzeitschriften werden eingereichte Forschungsbeiträge normalerweise nicht einfach publiziert, sondern durchlaufen zuvor ein Begutachtungsverfahren. Hier ist es üblich, ein Blind- bzw. Doppelblindgutachten anzuwenden. Letzteres bedeutet, dass die Autoren nicht wissen, wer die Gutachter sind, und die Gutachter nicht wissen, wer die ihnen vorgelegten Beiträge verfasst hat. Auf diese Weise soll verhindert werden, dass persönliche Präferenzen bzw. Beziehungen zwischen Autoren und Gutachtern Einfluss auf die Beurteilung der Forschungsbeiträge haben.

## Data and Safety Monitoring Board
In den USA wacht eine unabhängige Behörde namens Data and Safety Monitoring Board (DSMB – auch Data monitoring committee, DMC) über die Daten zur Patientensicherheit und zur Wirksamkeit der Behandlung während einer klinischen Studie.

## Geschichte
Die Geschichte der Blindstudie ist eng mit der des Placebos verknüpft. Placebos wurden in der wissenschaftlichen Medizin erstmals im 17. Jahrhundert eingesetzt. Aus dieser Zeit stammt auch der Begriff „Verum“ (lat. „das Wahre, das Richtige“) für das eigentliche Medikament. In dieser Epoche wurde die Wirksamkeit von Chinin bei Malariafieber durch Thomas Sydenham (1624–1689) nachgewiesen. Chinin gilt daher heute als erstes Verumpräparat, das nachweislich kein Placebo darstellt.
Der britische Schiffsarzt James Lind führte 1747 erstmals eine Kontrollmedikation ein. Er testete an zwei Skorbutkranken die Wirksamkeit von Orangensaft und Zitronensaft. Lind glaubte, dass Skorbut eine Folge von Fäulnis im Körper sei, was durch Säuren verhindert werden könne. Deswegen experimentierte er vor allem mit säurehaltigen Nahrungszusätzen. Für seinen Versuch teilte er zwölf skorbutkranke Matrosen in sechs Gruppen ein. Alle erhielten dieselbe Diät und die erste Gruppe außerdem ein Quart (einen knappen Liter) Apfelwein täglich, Gruppe zwei nahm 25 Tropfen Schwefelsäure ein, Gruppe drei sechs Löffel voll Essig, Gruppe vier eine halbe Pinte (knapp einen Viertelliter) Seewasser, Gruppe fünf zwei Orangen und eine Zitrone täglich und die letzte Gruppe eine Gewürzpaste sowie Gerstenwasser. Die Behandlung von Gruppe fünf musste abgebrochen werden, als nach sechs Tagen die Früchte ausgingen, aber zu diesem Zeitpunkt war einer der Matrosen bereits wieder dienstfähig und der andere beinahe erholt. Bei den übrigen Versuchsteilnehmern zeigte sich nur in der ersten Gruppe ein gewisser Effekt der Behandlung.
Die ersten doppelblind durchgeführten Versuche in Mitteleuropa begannen in der Mitte des 19. Jahrhunderts.